# アルマン・セガン
アルマン・セガン（Armand Félix Abel Seguin、1869年4月15日 - 1903年12月30日）はフランスの画家である。ポール・ゴーギャンを含む多くの画家たちとともに、ブルターニュのポン＝タヴァンで活動した「ポン＝タヴァン派」の画家の一人である。「ナビ派」の画家の展覧会にも出展した。

## 略歴
パリで実業家の家に生まれた。祖父に皮革産業に重要な発見をした同名の化学者、薬学者のアルマン・セガン(Armand Jean François Séguin: 1767-1835)がいる。パリのエコール・デ・ボザールや私立の美術学校のアカデミー・ジュリアンで学んだ。アンリ＝ガブリエル・イベルスやアンリ・ド・グルーと友人になり、ポール・セリュジエとも知り合い、「綜合主義」（サンテティスム）の影響を受けた。1888年にカフェ・ヴォルピーニで開かれた「印象主義および綜合主義グループ」展でゴーギャンの作品を見て、ゴーギャンに傾倒し、ブルターニュにゴーギャンを訪ね、「ポン＝タヴァン派」の画家として活動するようになった。ゴーギャンの他に、シャルル・ラヴァル、エミール・ベルナール、ロドリック・オコナー、シャルル・フィリジェ、アンリ・モレ、エミール・ジュールダンといった画家から指導を受けた。ポール・セリュジエが中心となった美術家グループ「ナビ派」の展覧会にも出展した。
「ポスト印象派」のスタイルで描き、「象徴主義」の傾向も見られる。1890年代には主にブルターニュの風景や人物を描いたが、その後、文学を題材にしたりパリの女性も描いた。
1893年にアンデパンダン展に出展し、1895年にパリで個展を開き成功した。木版画や銅版画も製作し書籍の挿絵も描いた。日記をつけていてポン＝タヴァン派の歴史について雑誌「L'Occident」に記事を書いたことがある。
多くのポン＝タヴァン派の芸術家と同じようにアルコール中毒者であった。1903年に肺炎に罹り34歳で没した。

## 作品

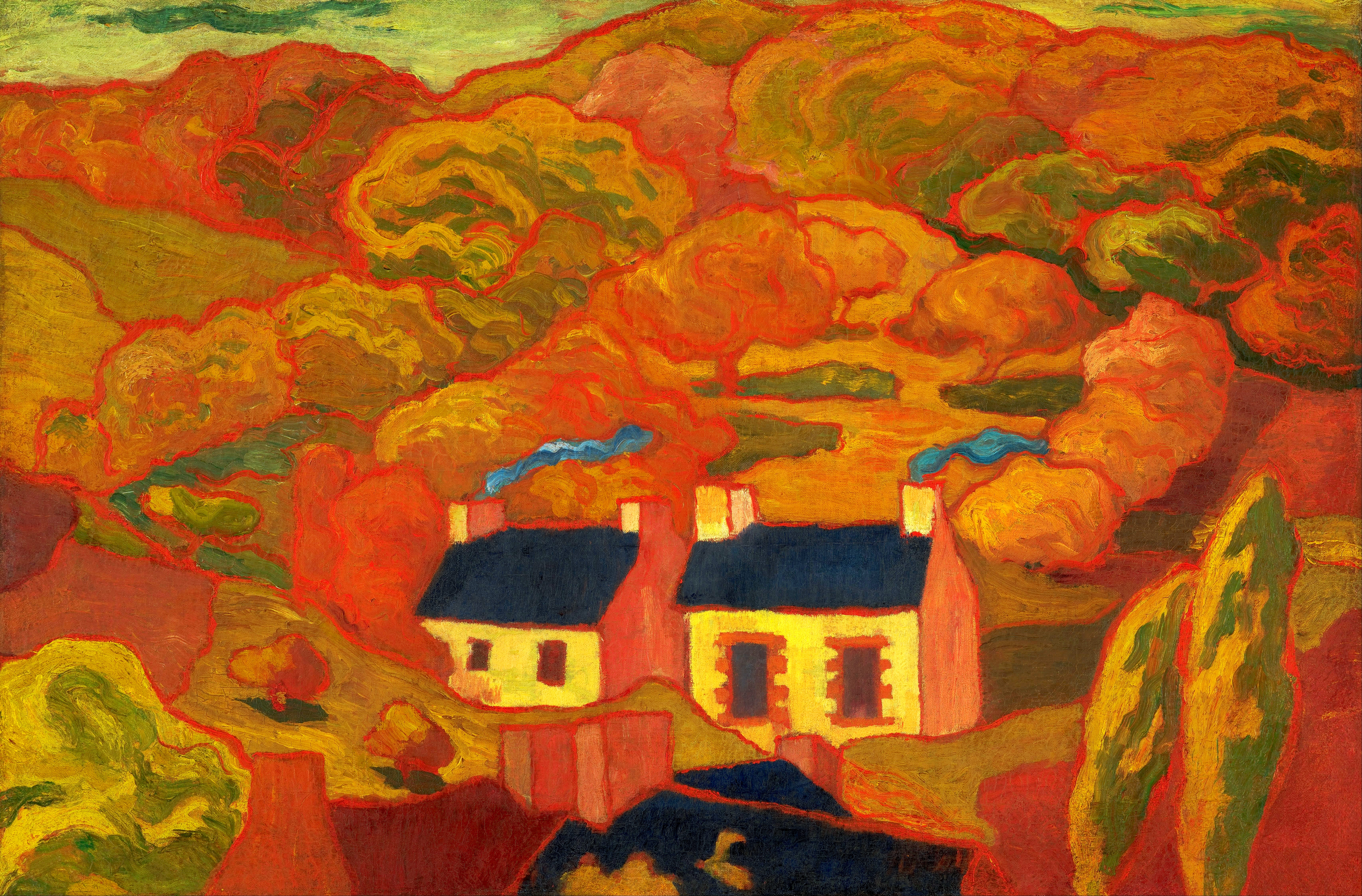
「2軒の小屋」(c.1893)
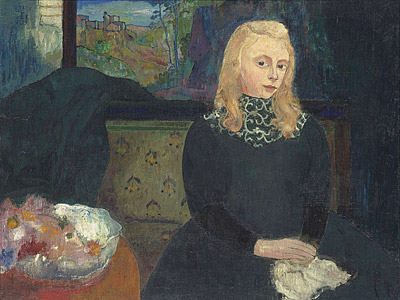
Gabrielle Vien(1893)
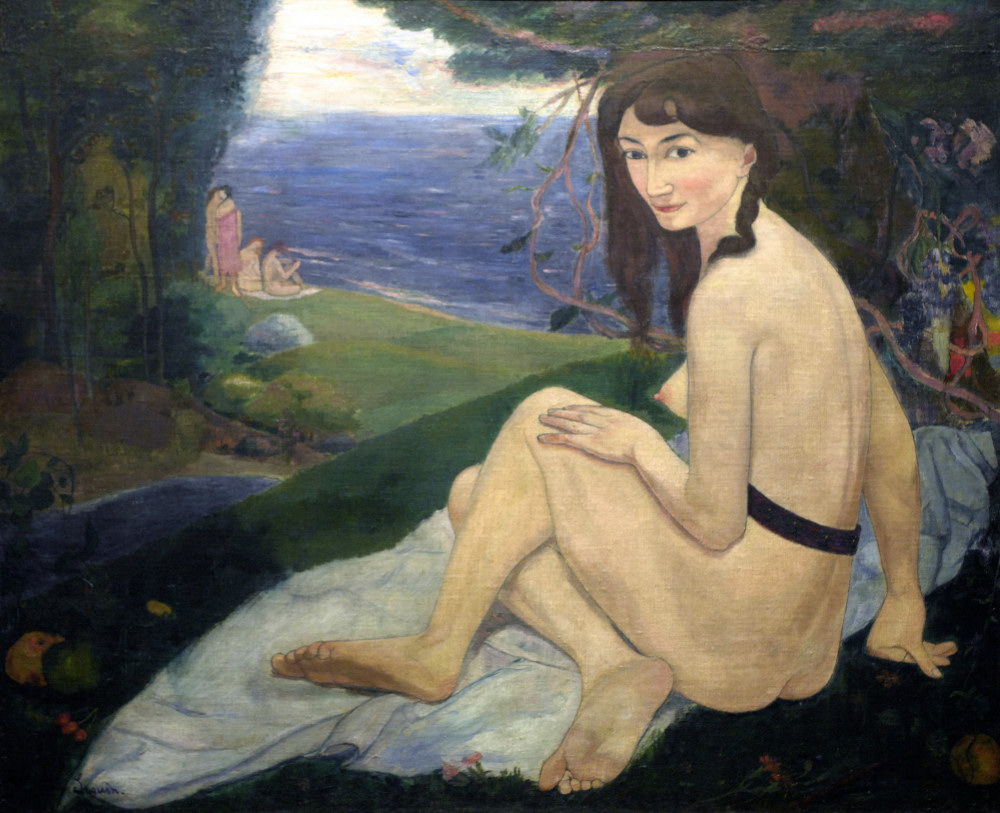
オーテロッシュ伯爵夫人のヌード (1896)
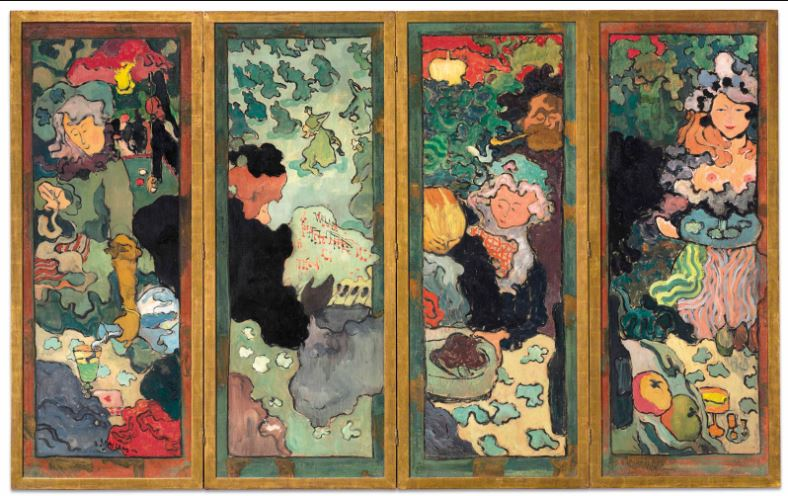
人生の喜び
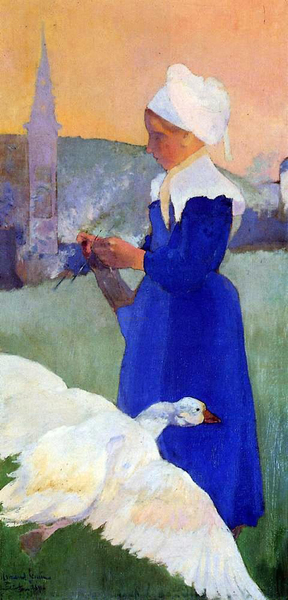
ポン＝タヴァンの娘と鵞鳥(c.1890)
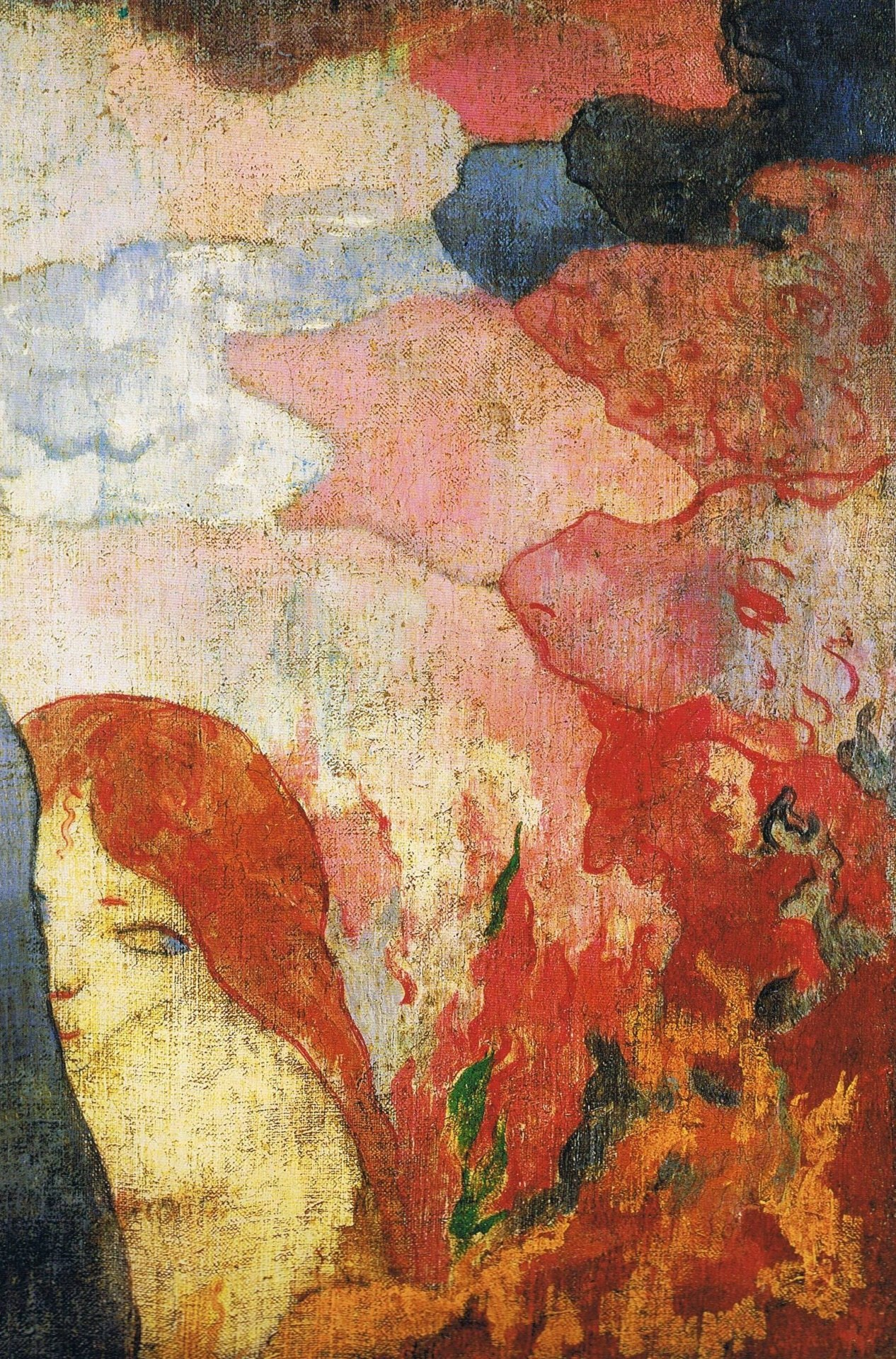
「悪魔の花」(1892)
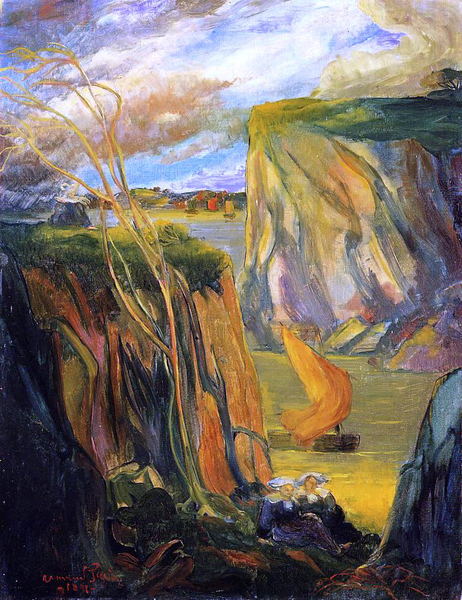
「崖のそばのブルターニュの女」(c.1895)
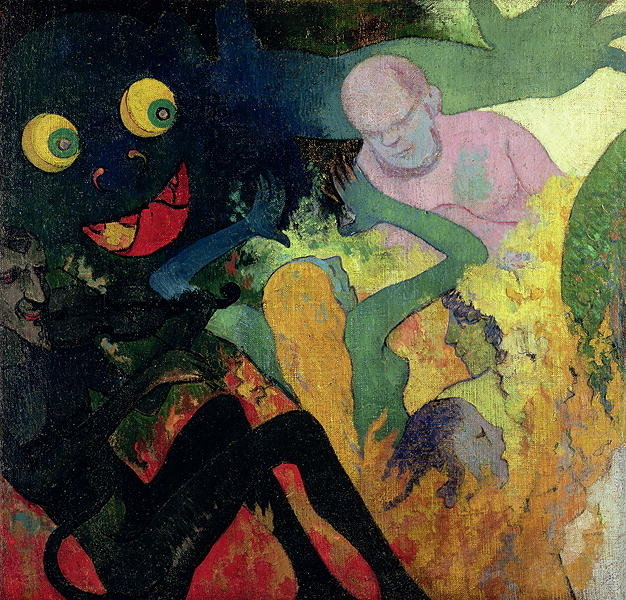
"Les paradis atificiels"(1895)